# CD2BP2
CD2BP2 (англ. CD2 cytoplasmic tail binding protein 2) – білок, який кодується однойменним геном, розташованим у людей на короткому плечі 16-ї хромосоми. Довжина поліпептидного ланцюга білка становить 341 амінокислот, а молекулярна маса — 37 646.
| 10         |  | 20         |  | 30         |  | 40         |  | 50         |
| ---------- |  | ---------- |  | ---------- |  | ---------- |  | ---------- |
| MPKRKVTFQG |  | VGDEEDEDEI |  | IVPKKKLVDP |  | VAGSGGPGSR |  | FKGKHSLDSD |
| EEEDDDDGGS |  | SKYDILASED |  | VEGQEAATLP |  | SEGGVRITPF |  | NLQEEMEEGH |
| FDADGNYFLN |  | RDAQIRDSWL |  | DNIDWVKIRE |  | RPPGQRQASD |  | SEEEDSLGQT |
| SMSAQALLEG |  | LLELLLPRET |  | VAGALRRLGA |  | RGGGKGRKGP |  | GQPSSPQRLD |
| RLSGLADQMV |  | ARGNLGVYQE |  | TRERLAMRLK |  | GLGCQTLGPH |  | NPTPPPSLDM |
| FAEELAEEEL |  | ETPTPTQRGE |  | AESRGDGLVD |  | VMWEYKWENT |  | GDAELYGPFT |
| SAQMQTWVSE |  | GYFPDGVYCR |  | KLDPPGGQFY |  | NSKRIDFDLY |  | T          |

A: Аланін

C: Цистеїн

D: Аспарагінова кислота

E: Глутамінова кислота

F: Фенілаланін

G: Гліцин

H: Гістидин

I: Ізолейцин

K: Лізин

L: Лейцин

M: Метіонін

N: Аспарагін

P: Пролін

Q: Глутамін

R: Аргінін

S: Серин

T: Треонін

V: Валін

W: Триптофан

Кодований геном білок за функцією належить до фосфопротеїнів. 
Задіяний у таких біологічних процесах, як процесинг мРНК, сплайсинг мРНК, ацетилювання. 
Локалізований у цитоплазмі, ядрі.